# Ho-kuan-ce
A Ho-kuan-ce (Heguanzi) (szó szerint: Fácántoll-kalpagos mester) ókori kínai, ismeretlen szerzőjű filozófiai jellegű mű, amely feltehetően a Hadakozó fejedelemségek idején íródott.

## Szerzősége, keletkezési kora
A mű címe legkorábban a Han-dinasztia hivatalos történeti művének bibliográfiájában, a Ji-ven-cse (Yiwenzhi)ben bukkan fel, ahol egy Csu (Chu)-fejedelemségbeli ember (Csu-ren (Churen) 楚人) műveként hivatkoznak rá, aki „mélyen a hegyek között élt és fácánból (fácántollból?) készült kalpagot viselt”. A feltételezett szerzőt ezen jellegzetességéről nevezték el, akiről – az ókori kínai filozófiai művek esetében nem szokatlan módon – maga a mű is kapta a címét. A filológiai vizsgálatok kiderítették, hogy a mű csakugyan több, az egykori Csu (Chu)-fejedelemségben létezett tisztségnevet tartalmaz. A Fácántoll kalpagos mesterről tudni lehet továbbá, hogy Csao (Zhao)-fejedelemség híres hadvezérének, Pang Nuannak (庞煖 / 龐煖) a tanítómestere volt, aki az i. e. 3. században élt.
A Tang-dinasztia idején élt költő, irodalmár, Liu Cung-jüan (Liu Zongyuan) úgy vélte, hogy a Ho-kuan-ce (Heguanzi) csupán egy kései kompiláció. Rá hivatkozva a történelem során sokan hamisítványnak tartották. Való igaz, hogy a műnek máig nem került elő egyetlen, az ókorban íródott változata, még töredékes formában sem, de a modern szövegtani vizsgálatok alapján nem lehet kizárni, hogy valamilyen változata már a Han-kor elején, az i. e. 2–1. században is létezhetett.

## Tartalma, szerkezete
A Ho-kuan-ce (Heguanzi) a Han shu (Han shu) bibliográfiája szerint taoista mű, más helyen viszont hadtudományos műként hivatkozik rá. A ma ismert szöveg csakugyan több filozófiai iskola gondolatiságából merít. A taoizmushoz kapcsolódóan megjelennek benne a Huang-Lao taoizmus tételei, a jin-jang (yin-yang) és az öt elem gondolata, ugyanakkor legista szellemben megfogalmazott részek is találhatók, és több hadászati, stratégia kérdést is boncolgat. Épp ezért az eklektikus vagy vegyes jellegű filozófiai (csa-csia (zajia) 雜家) művek közé szokás sorolni.
A Ho-kuan-ce (Heguanzi) legkorábbi változata csak a Szung (Song)-dinasztia idejéből származik, és egy 3 tekercsbe (csüan (juan)) osztott, 19 fejezetből álló mű. A későbbi korokból ismert egy 16 fejezetes változata is.

## Fordítása
A műnek még részleteiben sem létezik magyar nyelvű fordítása. A könyvet teljes terjedelmében Carine Defoort fordította le angolra, amely 1997-ben jelent meg. Marnix Wells 2013-ban egy újabb angol nyelvű fordítást jelentetett meg.

## További információ
- Heguanzi 鶡冠子 "Master Pheasant Cap" – China Knowledge.